# Karta elektroniczna
Uzasadnienie: artykuł opisuje to samo

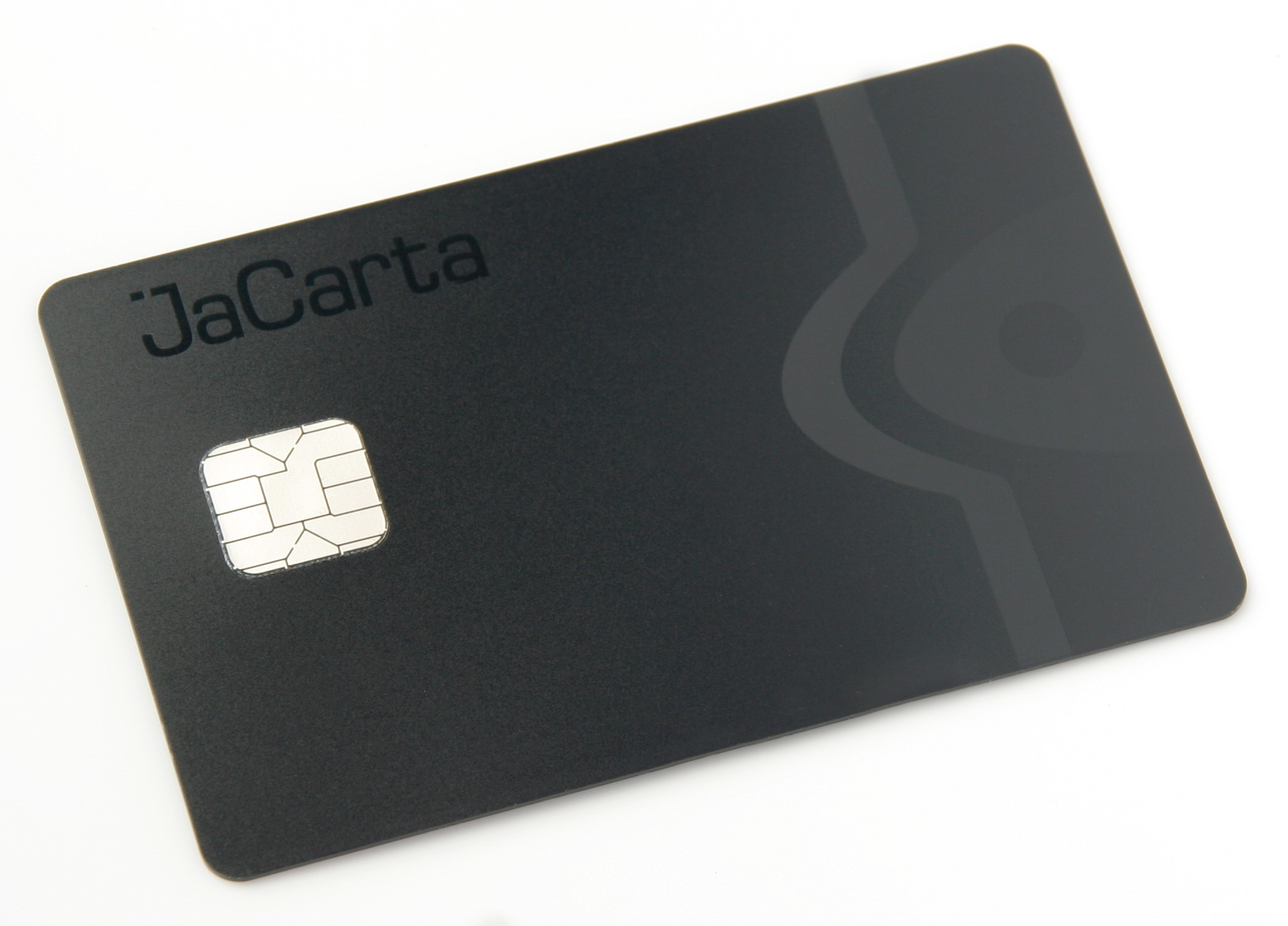
Karta inteligentna, programowalna w Javie

Karta elektroniczna – uniwersalny nośnik danych w postaci karty wykonanej z plastiku z umieszczonym na niej (lub wewnątrz niej) jednym lub kilkoma układami scalonymi (czipami), które pozwalają na ochronę procesu logowania użytkownika, kontrolę dostępu i zawartych na niej danych. Może być odczytywana za pomocą urządzeń automatycznych, np. przy zawieraniu i rozliczaniu transakcji finansowych oraz w kasach cyfrowych. Karty elektroniczne mają rozmiar zgodny z formatem ID-1 (85,60 × 53,98 mm) określony normą ISO/IEC 7810, jak tradycyjne karty kredytowe z paskiem magnetycznym. Często posiadają również taki pasek i mogą być odczytywane w urządzeniach nie obsługujących kart elektronicznych. Karty elektroniczne dzielimy na stykowe (zgodne z ISO-7816) i bezstykowe. Karty bezstykowe komunikują się z czytnikiem za pomocą fal elektromagnetycznych na różnych częstotliwościach nośnych (np. 125kHz lub 13,56 MHz). Podstawowymi standardami dotyczącymi kart bezstykowych są: ISO/IEC 14443 dla kart zbliżeniowych (ang. proximity cards) o zasięgu do 10 cm oraz ISO/IEC 15693 dla kart dystansowych (ang. vicinity cards) o zasięgu maksymalnym do 1 m.

## Charakterystyka
Karta elektroniczna charakteryzuje się:
- wielokrotnością usług – jedna karta może mieć kilka zastosowań, na przykład może być jednocześnie kartą identyfikacyjną, bankomatową i płatniczą
- skuteczniejszą ochroną danych – odczytanie danych z karty wymaga bardziej skomplikowanych urządzeń od czytników pasków magnetycznych; część danych może być zaszyfrowana i niemożliwa do odczytania bez klucza
- większą elastycznością – umożliwia szybką modyfikację danych; może zawierać znacznie więcej danych niż karty z paskiem magnetycznym.

Karty elektroniczne znalazły wiele zastosowań w życiu codziennym. Najczęściej służą jako:
- karty kontroli dostępu do pomieszczeń i zasobów
- identyfikatory w postaci legitymacji elektronicznych oraz certyfikatów elektronicznych
- karty płatnicze
- karty do odbioru płatnych kanałów telewizyjnych (satelitarnych platform cyfrowych)
- karty do telefonów komórkowych (SIM)
- karty umożliwiające korzystanie z publicznych automatów telefonicznych.

Karty elektroniczne, ze względu na sposób przesyłania danych dzielą się na dwa rodzaje:
- karty stykowe – mają prostą konstrukcję łącza, składającą się z zespołu metalicznych, pokrytych złotem styków; poprzez styki odbywa się komunikacja oraz zasilanie całego układu elektronicznego na karcie; olbrzymia większość stosowanych obecnie kart ma tego rodzaju konstrukcję; dwa protokoły komunikacyjne dla kart stykowych są zdefiniowane w normie ISO 7816-3: protokół T=0 (jednokierunkowa transmisja bajtów) oraz protokół T=1 (jednokierunkowa transmisja bloków).
- karty bezstykowe – stosowane wówczas, gdy jest potrzeba wykonania bardzo szybkiej operacji np. przy bramkach wejściowych; trudno je podrobić; oferują tańszą i mniej kłopotliwą modernizację w przeciwieństwie do kart stykowych; karta jest łatwiejsza w obsłudze dla samego użytkownika, ponieważ nie musi jej wyciągać z portfela lub torebki; czytnik karty jest odporny na zniszczenie, może być umieszczony w dowolnym punkcie. Protokół komunikacyjny dla kart bezstykowych jest opisany w normie ISO 14443-4.

## Budowa kart elektronicznych

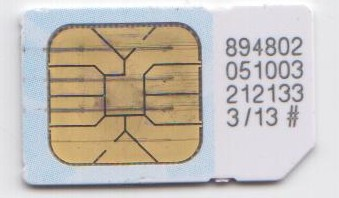
Karta mini SIM

### Wymiary kart
Są cztery standardowe wymiary kart:
- 85,6 × 53,98 mm – większy, stosowany w kartach płatniczych
- 25 × 15 mm – mniejszy, stosowany w kartach mini-SIM
- 15 × 12 mm – jeszcze mniejszy, stosowany w kartach mikro-SIM
- 12,3 × 8,8 mm – najmniejszy i najnowszy, stosowany w kartach nano-SIM.

W technologiach gdzie karty są stosowane w dwóch wymiarach, udostępnia się kartę większą z otworami wokół chipa, umożliwia to normalne korzystanie z większej karty i pozwala na wyłamanie części karty z chipem do wymiarów mniejszych, jeżeli jest taka potrzeba (jest to stosowane np. w kartach SIM).

### Mikroprocesor
Mikroprocesor zapewnia kontrolę odczytu i zapisu danych, które umieszczone są w pamięci. Podczas jakiejkolwiek operacji posiadacz musi wprowadzić odpowiedni numer PIN. Mikroprocesor ma możliwość kontrolowania nieudanych prób wprowadzania, po ustalonej wcześniej liczbie złych logowań karta może być zablokowana. Procesor zarządza również pamięcią, co umożliwia wprowadzanie do niej dowolnych informacji, dzięki czemu łatwo można zmienić jej funkcję. Najczęściej stosowanymi mikroprocesorami w kartach są 8-bitowe moduły z pamięcią do ponownego zapisu EEPROM (ang. electrically erasable programmable read-only memory) o wielkości 8,24 kbit. Na rynku dostępne są też karty 16-bitowe z pamięcią o wielkości 64 kbit.

### Pamięć
Karty, oprócz mikroprocesora, zawierają również pamięć stałą ROM (ang. read-only memory), która zawiera system operacyjny, zwany maską karty, który definiuje obszary pamięci karty:
- obszar swobodnego odczytu – znajdują się w nim imię i nazwisko posiadacza karty, data ważności, numer karty
- obszar poufny – do którego dostęp jest możliwy po podaniu numeru PIN; dane w tym obszarze nie podlegają żadnej zmianie podczas używania karty (są to zwykle informacje o producencie karty i poufne dane o użytkowniku)
- obszar roboczy przechowujący dane, które mogą być cały czas zmieniane podczas użytkowania karty (lista operacji dokonywanych kartą, saldo konta bankowego itp.).

### System plików karty elektronicznej
Nazwy plików mają długość 2 bajtów. Wyróżnia się trzy typy plików głównych:
- MF (master file) – korzeń drzewa katalogów – 3F.00
- DF (dedicated file) – odpowiednik katalogu w systemach operacyjnych komputerów
- EF (elementary file) – pliki z danymi.

### Języki programowania kart
Obecnie dwoma językami programowania, których używa się najczęściej do oprogramowania tych kart, są Java dla kart chipowych oraz BASIC. Karty mają maszynę wirtualną obsługującą dany język.